# Beilschmiedia
Beilschmiedia is een geslacht van bomen en struiken uit de laurierfamilie (Lauraceae). De meeste soorten groeien in gebieden met een (sub)tropisch klimaat, maar er zijn ook enkele soorten die in de gematigde regio's voorkomen. De soorten uit het geslacht komen wijdverspreid voor in Azië, Afrika, op het eiland Madagaskar, in Australië, Nieuw-Zeeland, Noord-Amerika, Centraal-Amerika, de Caraïben en Zuid-Amerika.

## Soorten
- Beilschmiedia aborensis Kosterm.
- Beilschmiedia acuta Kosterm.
- Beilschmiedia acutifolia Teschner
- Beilschmiedia alata Robyns & R.Wilczek
- Beilschmiedia alloiophylla (Rusby) Kosterm.
- Beilschmiedia ambigua Robyns & R.Wilczek
- Beilschmiedia anacardioides (Engl. & K.Krause) Robyns & R.Wilczek
- Beilschmiedia anay (S.F.Blake) Kosterm.
- Beilschmiedia andamanensis M.Gangop.
- Beilschmiedia angustielliptica Lorea-Hern.
- Beilschmiedia angustifolia Kosterm.
- Beilschmiedia appendiculata (C.K.Allen) S.K.Lee & Y.T.Wei
- Beilschmiedia argentata Kosterm
- Beilschmiedia assamica Meisn.
- Beilschmiedia atra Kosterm. ex de Kok
- Beilschmiedia auriculata Robyns & R.Wilczek
- Beilschmiedia balansae Lecomte
- Beilschmiedia bancroftii (Bailey) C.T.White
- Beilschmiedia bangkae Kosterm.
- Beilschmiedia baotingensis S.K.Lee & Y.T.Wei
- Beilschmiedia barensis (Engl. & K.Krause) Robyns & R.Wilczek
- Beilschmiedia batangensis (Engl.) Robyns & R.Wilczek
- Beilschmiedia berteroana (Gay) Kosterm.
- Beilschmiedia bhutanica M.Gangop.
- Beilschmiedia brachystachys Kosterm.
- Beilschmiedia brachythyrsa H.W.Li
- Beilschmiedia bracteata Robyns & R.Wilczek
- Beilschmiedia brandisii Hook.f.
- Beilschmiedia brasiliensis (Kosterm.) Kosterm.
- Beilschmiedia brevifolia Y.T.Wei
- Beilschmiedia brevipaniculata C.K.Allen
- Beilschmiedia brunnea B.Hyland
- Beilschmiedia calcitranthera Fouilloy
- Beilschmiedia caloneura Scheff.
- Beilschmiedia castrisinensis B.Hyland
- Beilschmiedia caudata (Stapf) A.Chev.
- Beilschmiedia chevalieri Robyns & R.Wilczek
- Beilschmiedia cinnamomea (Stapf) Robyns & R.Wilczek
- Beilschmiedia clarkei Hook.f.
- Beilschmiedia collina B.Hyland
- Beilschmiedia conferta (S.Moore) Robyns & R.Wilczek
- Beilschmiedia congestiflora (Engl. & K.Krause) Robyns & R.Wilczek
- Beilschmiedia congolana Robyns & R.Wilczek
- Beilschmiedia corbisieri (Robyns) Robyns & R.Wilczek
- Beilschmiedia costaricensis (Mez & Pittier) C.K.Allen
- Beilschmiedia crassa Sach.Nishida
- Beilschmiedia crassifolia (Engl.) Robyns & R.Wilczek
- Beilschmiedia crassipes (Engl. & K.Krause) Robyns & R.Wilczek
- Beilschmiedia cryptocaryoides Kosterm.
- Beilschmiedia curviramea (Meisn.) Kosterm.
- Beilschmiedia cuspidata (K.Krause) Robyns & R.Wilczek
- Beilschmiedia cylindrica S.K.Lee & Y.T.Wei
- Beilschmiedia dalzellii (Meisn.) Kosterm.
- Beilschmiedia delicata S.K.Lee & Y.T.Wei
- Beilschmiedia descoingsii Fouilloy
- Beilschmiedia dictyoneura Kosterm.
- Beilschmiedia dielsiana Teschner
- Beilschmiedia dilmyana Kosterm.
- Beilschmiedia dinklagei (Engl.) Robyns & R.Wilczek
- Beilschmiedia diversiflora Pierre ex Robyns & R.Wilczek
- Beilschmiedia donisii Robyns & R.Wilczek
- Beilschmiedia elata Elliot
- Beilschmiedia elegantissima Kosterm.
- Beilschmiedia elliptica C.T.White & W.D.Francis
- Beilschmiedia emarginata (Meisn.) Kosterm.
- Beilschmiedia erythrophloia Hayata
- Beilschmiedia fasciata H.W.Li
- Beilschmiedia fluminensis Kosterm.
- Beilschmiedia foliosa (S.Moore) Robyns & R.Wilczek
- Beilschmiedia fordii Dunn
- Beilschmiedia frondosa Kosterm. ex H.H.Pham
- Beilschmiedia fruticosa Engl.
- Beilschmiedia fulva Robyns & R.Wilczek
- Beilschmiedia furfuracea Chun ex Hung T.Chang
- Beilschmiedia gaboonensis (Meisn.) Benth. & Hook.f. ex B.D.Jacks.
- Beilschmiedia gallatlyi M.Gangop.
- Beilschmiedia gemmiflora (Blume) Kosterm.
- Beilschmiedia gigantocarpa Kosterm.
- Beilschmiedia gilbertii Robyns & R.Wilczek
- Beilschmiedia giorgii Robyns & R.Wilczek
- Beilschmiedia gitingensis (Elmer) Kosterm.
- Beilschmiedia glabra Kosterm.
- Beilschmiedia glandulosa N.H.Xia, F.N.Wei & Y.F.Deng
- Beilschmiedia glauciphylla Kosterm.
- Beilschmiedia glaucoides (H.W.Li) H.W.Li
- Beilschmiedia glomerata Merr.
- Beilschmiedia grandibracteata Robyns & R.Wilczek
- Beilschmiedia grandifolia (Stapf) Robyns & R.Wilczek
- Beilschmiedia gynotrochioides Kosterm.
- Beilschmiedia hartonoana Sach.Nishida
- Beilschmiedia henghsienensis S.K.Lee & Y.T.Wei
- Beilschmiedia hermanii Robyns & R.Wilczek
- Beilschmiedia hexanthera van der Werff
- Beilschmiedia hondurensis Kosterm.
- Beilschmiedia hutchinsoniana Robyns & R.Wilczek
- Beilschmiedia immersinervis Sachiko Nishida
- Beilschmiedia insignis Gamble
- Beilschmiedia insularum Robyns & R.Wilczek
- Beilschmiedia intermedia C.K.Allen
- Beilschmiedia jabassensis (Engl. & K.Krause) Robyns & R.Wilczek
- Beilschmiedia jacobii Robi, Udayan & S.George
- Beilschmiedia jacques-felixii Robyns & R.Wilczek
- Beilschmiedia javanica Miq.
- Beilschmiedia kinabaluensis Kosterm.
- Beilschmiedia klainei Robyns & R.Wilczek
- Beilschmiedia kochummenii de Kok
- Beilschmiedia kostermansiana Robyns & R.Wilczek
- Beilschmiedia kunstleri Gamble
- Beilschmiedia kweichowensis C.Y.Cheng
- Beilschmiedia kweo (Mildbr.) Robyns & R.Wilczek
- Beilschmiedia laevis C.K.Allen
- Beilschmiedia lanatella Kosterm.
- Beilschmiedia lancifolia Miq.
- Beilschmiedia lancilimba Kosterm.
- Beilschmiedia laotica Kosterm. ex H.H.Pham
- Beilschmiedia latifolia (Nees) Sachiko Nishida
- Beilschmiedia lebrunii Robyns & R.Wilczek
- Beilschmiedia ledermannii Teschner
- Beilschmiedia letouzeyi Robyns & R.Wilczek
- Beilschmiedia linharensis Sachiko Nishida & van der Werff
- Beilschmiedia linocieroides H.W.Li
- Beilschmiedia longipetiolata C.K.Allen
- Beilschmiedia longifolia Teschner
- Beilschmiedia louisii Robyns & R.Wilczek
- Beilschmiedia lucidula (Miq.) Kosterm.
- Beilschmiedia lumutensis Gamble
- Beilschmiedia macropoda A.Chev. ex H.Liu
- Beilschmiedia macrophylla Meisn.
- Beilschmiedia macropoda C.K.Allen
- Beilschmiedia madagascariensis (Baill.) Kosterm.
- Beilschmiedia madang (Blume) Blume
- Beilschmiedia maingayi Hook.f.
- Beilschmiedia manantlanensis Cuevas & Cochrane
- Beilschmiedia mannii (Meisn.) Benth. & Hook.f. ex B.D.Jacks.
- Beilschmiedia mannioides Robyns & R.Wilczek
- Beilschmiedia marginata (Meisn.) Kosterm. ex Bernardi
- Beilschmiedia mayumbensis Robyns & R.Wilczek
- Beilschmiedia membranacea Gamble
- Beilschmiedia membranifolia Kosterm.
- Beilschmiedia mexicana (Mez) Kosterm.
- Beilschmiedia michelsonii Robyns & R.Wilczek
- Beilschmiedia micrantha Merr.
- Beilschmiedia micranthopsis Kosterm. ex H.H.Pham
- Beilschmiedia microcarpa Sach.Nishida
- Beilschmiedia microphylla (Kosterm.) Kosterm.
- Beilschmiedia miersii (Gay) Kosterm.
- Beilschmiedia minutiflora (Meisn.) Benth. & Hook.f. ex B.D.Jacks.
- Beilschmiedia montanoides Kosterm.
- Beilschmiedia moratii van der Werff
- Beilschmiedia morobensis Kosterm.
- Beilschmiedia muricata H.T.Chang
- Beilschmiedia murutensis Kosterm.
- Beilschmiedia myrciifolia (S.Moore) Robyns & R.Wilczek
- Beilschmiedia myrmecophila Kosterm.
- Beilschmiedia ndongensis (Engl. & K.Krause) Robyns & R.Wilczek
- Beilschmiedia neocaledonica Kosterm.
- Beilschmiedia neoletestui Fouilloy & N.Hallé
- Beilschmiedia ningmingensis S.K.Lee & Y.T.Wei
- Beilschmiedia nitida Engl.
- Beilschmiedia novae-britanniae Kosterm.
- Beilschmiedia novoguineensis Teschner
- Beilschmiedia obconica C.K.Allen
- Beilschmiedia oblonga Kosterm.
- Beilschmiedia oblongifolia Robyns & R.Wilczek
- Beilschmiedia obovatifoliosa Lecomte
- Beilschmiedia obscurinervia H.T.Chang
- Beilschmiedia obtusifolia (Meisn.) F.Muell.
- Beilschmiedia oligandra L.S.Sm.
- Beilschmiedia oligantha Sach.Nishida
- Beilschmiedia olivacea Robyns & R.Wilczek
- Beilschmiedia opposita Kosterm.
- Beilschmiedia oreophila Schltr.
- Beilschmiedia ovalioides Sachiko Nishida
- Beilschmiedia ovalis (S.F.Blake) C.K.Allen
- Beilschmiedia ovoidea F.N.Wei
- Beilschmiedia palembanica (Miq.) Kosterm.
- Beilschmiedia papyracea (Stapf) Robyns & R.Wilczek
- Beilschmiedia parvifolia Lecomte
- Beilschmiedia pauciflora H.W.Li
- Beilschmiedia paulocordata Fouilloy & N.Hallé
- Beilschmiedia pedicellata van der Werff
- Beilschmiedia pellegrinii Fouilloy & N.Hallé
- Beilschmiedia penangiana Gamble
- Beilschmiedia pendula (Sw.) Hemsl.
- Beilschmiedia peninsularis B.Hyland
- Beilschmiedia percoriacea C.K.Allen
- Beilschmiedia pergamentacea C.K.Allen
- Beilschmiedia phoebeopsis Kosterm.
- Beilschmiedia pierreana Robyns & R.Wilczek
- Beilschmiedia pilosa Kosterm.
- Beilschmiedia podagrica Kosterm.
- Beilschmiedia poilanei H.Liu
- Beilschmiedia preussii Engl.
- Beilschmiedia preussioides Fouilloy & N.Hallé
- Beilschmiedia pubescens Teschner
- Beilschmiedia pullenii Kosterm.
- Beilschmiedia punctilimba H.W.Li
- Beilschmiedia purpurascens H.W.Li
- Beilschmiedia purpurea Elmer
- Beilschmiedia recurva B.Hyland
- Beilschmiedia reticulata Kosterm.
- Beilschmiedia rigida (Mez) Kosterm.
- Beilschmiedia riparia Miranda
- Beilschmiedia rivularis Kosterm.
- Beilschmiedia robertsonii Gamble
- Beilschmiedia robusta C.K.Allen
- Beilschmiedia robynsiana Kosterm.
- Beilschmiedia rosseliana Kosterm.
- Beilschmiedia roxburghiana Nees
- Beilschmiedia rufohirtella H.W.Li
- Beilschmiedia rufolanata Kosterm.
- Beilschmiedia rufoperulata Kosterm.
- Beilschmiedia rugosa van der Werff
- Beilschmiedia rwandensis R.Wilczek
- Beilschmiedia sary Kosterm.
- Beilschmiedia schmitzii Robyns & R.Wilczek
- Beilschmiedia scintillans (Kosterm.) van der Werff & Sach.Nishida
- Beilschmiedia scortechinii Gamble
- Beilschmiedia sericans Kosterm.
- Beilschmiedia sericea Teschner
- Beilschmiedia sessilifolia (Stapf) Engl. ex Fouilloy
- Beilschmiedia shangsiensis Y.T.Wei
- Beilschmiedia sichourensis H.W.Li
- Beilschmiedia sikkimensis King ex Hook.f.
- Beilschmiedia staudtii Engl.
- Beilschmiedia steyermarkii C.K.Allen
- Beilschmiedia stricta Kosterm.
- Beilschmiedia sulcata (Ruiz & Pav.) Kosterm.
- Beilschmiedia superba Kosterm.
- Beilschmiedia supraglandulosa Y.K.Li
- Beilschmiedia talbotiae (S.Moore) Robyns & R.Wilczek
- Beilschmiedia tarairi (A.Cunn.) Kirk
- Beilschmiedia taubertiana (Schwacke & Mez) Kosterm.
- Beilschmiedia tawa (A.Cunn.) Kirk
- Beilschmiedia tawaensis Merr.
- Beilschmiedia tawaroa A.E.Wright
- Beilschmiedia telupidensis Sach.Nishida
- Beilschmiedia thollonii Robyns & R.Wilczek
- Beilschmiedia tilaranensis Sachiko Nishida
- Beilschmiedia tirunelvelica Manickam, Murugan, Jothi & Sundaresan
- Beilschmiedia tooram (Bailey) B.Hyland
- Beilschmiedia tovarensis (Klotzsch & H.Karst. ex Meisn.) Sachiko Nishida
- Beilschmiedia triplinervis Teschner
- Beilschmiedia troupinii R.Wilczek
- Beilschmiedia tsangii Merr.
- Beilschmiedia tungfangensis S.K.Lee & L.F.Lau
- Beilschmiedia turbinata Bing Liu & Y.Yang
- Beilschmiedia ugandensis Rendle
- Beilschmiedia variabilis Robyns & R.Wilczek
- Beilschmiedia velutina (Kosterm.) Kosterm.
- Beilschmiedia vermoesenii Robyns & R.Wilczek
- Beilschmiedia versicolor Kosterm.
- Beilschmiedia vestita L.C.S.Assis & M.F.Santos
- Beilschmiedia vidalii Kosterm.
- Beilschmiedia villosa Kosterm.
- Beilschmiedia volckii B.Hyland
- Beilschmiedia wallichiana (G.Don) Kosterm.
- Beilschmiedia wangii C.K.Allen
- Beilschmiedia wieringae Kosterm.
- Beilschmiedia wightii (Nees) Benth. ex Hook.f.
- Beilschmiedia wilczekii Fouilloy
- Beilschmiedia xizangensis H.P.Tsui
- Beilschmiedia yangambiensis Robyns & R.Wilczek
- Beilschmiedia yunnanensis Hu
- Beilschmiedia zahnii (K.Krause) Robyns & R.Wilczek
- Beilschmiedia zapoteoides (Lundell) Kosterm.
- Beilschmiedia zenkeri Engl.
- Beilschmiedia zeylanica (Thwaites) Trimen

... · 
Apollonias · 
Beilschmiedia · 
Cinnamomum · 
Laurus · 
Ocotea · 
Persea · 
Ravensara · 
Sassafras · 
...